# Vespa soror
Vespa soror (лат.) — вид шершней, обитает в Индии, Северном Таиланде, Лаосе, Северном Вьетнаме и некоторых провинциях Южного Китая, включая Гонконг, Гуандун, Фуцзянь и остров Хайнань.
V. soror — один из самых крупных шершней, хотя он меньше азиатского гигантского шершня (V. mandarinia). Длина тела рабочих колеблется от 26 до 35 мм, а маток — от 39 до 46 мм. Их гнезда обычно подземные и находятся в лесных районах.
Эти шершни агрессивные хищники, было замечено, что они нападают на гнезда медоносных пчел, ос и более мелких видов шершней. Они также охотятся на богомолов, стрекоз, бабочек, кузнечиков и мелких позвоночных, таких как гекконы.